# Peliosanthes kaoi
Peliosanthes kaoi är en sparrisväxtart som beskrevs av Jisaburo Ohwi. Peliosanthes kaoi ingår i släktet Peliosanthes och familjen sparrisväxter. Inga underarter finns listade i Catalogue of Life.